# طريق خالد بن الوليد
شارع خالد بن الوليد ويسمى شارع انكاس، ويعتبر هذا الشارع من أحد شوارع الرياض المشهورة.
يمتد هذا الشارع من طريق الدمام حتى طريق خريص وهو بطول 9 كيلومتر.
يعرف عند بعض العامة شارع أبراج الكهرباء وذالك بسبب وجود أبراج الكهرباء على أمتداد هذا الشارع مع أنه مؤخراً لم تعد تستعمل هذه الأبراج إلا أن الأبراج موجودة في مكانها.
يتقاطع مع هذا الشارع خمسة طرق:
- شارع أبي جعفر المنصور.
- طريق الإمام سعود بن عبد العزيز بن محمد.
- طريق الملك عبد الله.
- شارع الأمير سعود بن عبد العزيز آل كبير.
- طريق حفصة بنت عمر.

ويتفرع من هذا الطريق طرق كثير ومنها:
- شارع الكهرب
- شارع عبد الرحمن الغافقي
- طريق الأمير بندر بن عبد العزيز
- شارع عبادة بن الصامت